# Greatest Hits (альбом The Jam)
Greatest Hits — живий альбом англійської групи The Jam, який був випущений 1 липня 1991 року.

## Композиції
1. In the City — 2:18
2. All Around the World — 2:23
3. The Modern World — 2:29
4. News of the World — 3:26
5. David Watts — 2:53
6. Down in the Tube Station at Midnight — 4:01
7. Strange Town — 3:47
8. When You're Young — 3:10
9. The Eton Rifles — 3:26
10. Going Underground — 2:53
11. Start! — 2:14
12. That's Entertainment — 3:32
13. Funeral Pyre — 3:28
14. Absolute Beginners — 2:48
15. Town Called Malice — 2:52
16. Precious — 3:32
17. Just Who Is the 5 O'Clock Hero? — 2:12
18. The Bitterest Pill (I Ever Had to Swallow) — 3:30
19. Beat Surrender — 3:21

## Учасники запису
- Пол Веллер — вокал, гітара, клавішні
- Брюс Фокстон — бас
- Рік Баклер — ударні